# Дирборн (округ)
Ди́рборн (англ. Dearborn County) — округ в штате Индиана, США. Официально образован в 1803 году. По состоянию на 2010 год, численность населения составляла 50 047 человек.

## География
По данным Бюро переписи США, общая площадь округа равняется 796,219 км2, из которых 790,028 км2 суша и 6,164 км2 или 0,770 % это водоёмы.

## Население
По данным переписи населения 2000 года в округе проживает 46 109 жителей в составе 16 832 домашних хозяйств и 12 775 семей. Плотность населения составляет 58,00 человек на км2. На территории округа насчитывается 17 791 жилых строений, при плотности застройки около 23,00-х строений на км2. Расовый состав населения: белые — 98,06 %, афроамериканцы — 0,62 %, коренные американцы (индейцы) — 0,16 %, азиаты — 0,26 %, гавайцы — 0,03 %, представители других рас — 0,18 %, представители двух или более рас — 0,68 %. Испаноязычные составляли 0,58 % населения независимо от расы.
В составе 37,40 % из общего числа домашних хозяйств проживают дети в возрасте до 18 лет, 62,50 % домашних хозяйств представляют собой супружеские пары проживающие вместе, 9,60 % домашних хозяйств представляют собой одиноких женщин без супруга, 24,10 % домашних хозяйств не имеют отношения к семьям, 20,10 % домашних хозяйств состоят из одного человека, 8,10 % домашних хозяйств состоят из престарелых (65 лет и старше), проживающих в одиночестве. Средний размер домашнего хозяйства составляет 2,71 человека, и средний размер семьи 3,13 человека.
Возрастной состав округа: 27,60 % моложе 18 лет, 7,70 % от 18 до 24, 30,20 % от 25 до 44, 23,30 % от 45 до 64 и 23,30 % от 65 и старше. Средний возраст жителя округа 36 лет. На каждые 100 женщин приходится 98,10 мужчин. На каждые 100 женщин старше 18 лет приходится 96,00 мужчин.
Средний доход на домохозяйство в округе составлял 48 899 USD, на семью — 54 806 USD. Среднестатистический заработок мужчины был 38 687 USD против 26 148 USD для женщины. Доход на душу населения составлял 20 431 USD. Около 4,80 % семей и 6,60 % общего населения находились ниже черты бедности, в том числе — 8,20 % молодежи (тех, кому ещё не исполнилось 18 лет) и 7,20 % тех, кому было уже больше 65 лет.